# Пурнема (река)
Пу́рнема (Турнема) — река на северо-западе России, протекает по Покровскому сельскому поселению Онежского района Архангельской области. Длина реки — 24 км.
Река находится на Онежском полуострове. Вытекает из озера Тарасово. Соединяется с озёрами: Глубоцкое, Костино, Мелкое, Тарасово. Течёт с севера на юг. Устье реки находится на Онежском берегу Онежской губы Белого моря, между устьями Лямцы и Паловы на западе и устьями Вейги и Ухты на востоке.
В устье Пурнемы находится село Пурнема.
Крупнейший приток — Трошковка.
Бассейновый округ — Двинско-Печорский бассейновый округ. Водохозяйственный участок — Реки бассейна Онежской губы от западной границы бассейна реки Унежма до северо-восточной границы бассейна реки Золотица (Летняя Золотица) без реки Онега.

## Топографическая карта
- Лист карты Q-37-31,32 Каневка. Масштаб: 1 : 100 000. Состояние местности на 1982 год. Издание 1988 г.